# روستا (روم)
روستا یا ویکوس (vicus) در روم باستان، اصطلاح لاتین ویکوس vicus (جمع ویسی) دهکده ای را در یک منطقه روستایی (pagus) یا همسایگی یک سکونتگاه بزرگتر تعیین می‌کرد. در دوران جمهوری روم، چهار منطقه شهر رم به ویسی تقسیم شدند.